# Prebost

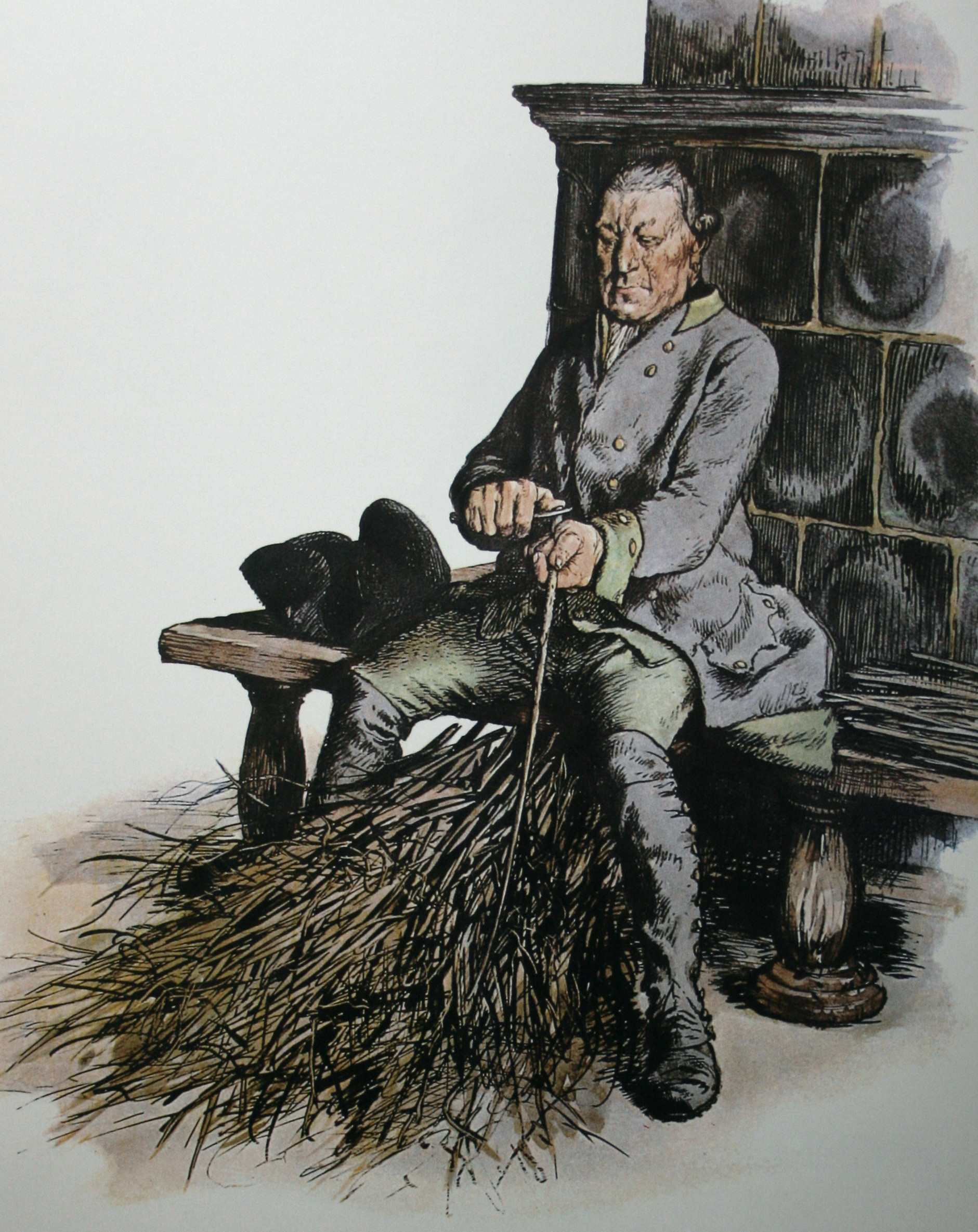
Un professor prussià del segle XVIII. Dibuix d'Adolph Menzel de 1850.

El prebost era un funcionari públic elegit pel rei per a l'administració econòmica i judicial dels dominis que li eren confiats durant l'edat mitjana i l'Antic Règim. En l'antic dret francès, prebost s'aplica diferents significats i s'aplica a diferents funcions. Etimològicament prové del llatí praepositus (encarregat) s'aplica a tota aquella persona que dirigeix una secció dedicada al servei públic, una posició que, segons els vells principis, es correspon amb un dret de jurisdicció.
A partir del segle xi, els Capet van retirar l'administració dels dominis reials als nobles per confiada als capitosts, generalment burgesos acomodats que tenien el dret de percebre les rendes del rei en el seu jurisdicció o prebostat. Aquesta pràctica, beneficiosa per a les finances reials, va propiciar greus abusos i, des de finals del segle xii, el prebost va estar controlat per un batlliu anomenat itinerant. Després, en el segle xiii van ser controlats per un batlliu i un senescal amb residència fixa.
Cal distingir entre els prebosts reials, la jurisdicció comprenia un domini reial, dels diferents prebosts més avall esmentats, així com dels altres capitosts la jurisdicció abastava les terres senyorials, dependents del Regne de França.
Els principals capitosts eren:
- Prebost reial
- Prebost de mariscals
- Prebost de palau o Gran Prebost de França
- Prebost general o Gran Prebost d'economia
- Prebost de mercaders
- Prebost de París

## Prebost reial
El prebost reial exercia la funció més baixa en la jerarquia dels jutges reials. Cal tenir en compte, però, que els jutges subalterns tenien diferents designacions segons la regió de França en la que exercissin la seva funció. A Normandia se'ls anomenava els châtelains, i al sud els viguiers.

## Prebost de mariscals
El Prebost de mariscals, durant l'Antic Règim, era un oficial de la policia militar reconegut per la seva gran severitat, jutjava en última instància i sense apel·lació possible els crims i delictes comesos pels vagabunds (sovint desertors) i als soldats, i els casos de crims greus comesos en els camins.

## Prebost de Palau o Gran Prebost de França
Aquest oficial, d'espasa, la jurisdicció abastava el Louvre i tota la Casa del rei, jutjava, en primera instància, les causes civils i, en última instància, les causes criminals i policials que concernien a la cort.

## Prebost dels mercaders
El Prebost dels mercaders controlava les mesures de blat, les capacitats i als taverners. S'obtenia el càrrec dels mercaders amb títol feudal per mitjà d'un do especial del rei. El prebost dels mercaders percebia els drets que es pagaven per l'entrega i la verificació de les mesures. Durant l'Antic Règim, la funció d'un prebost s'assemblava bastant a la d'un alcalde.

## El Prebost de París
El prebost de París era l'oficial reial que presidia el Châtelet de París. Estava encarregat de representar el rei en el vescomtat i prebostat de París. A partir del segle xvi, el càrrec de prebost que ostentaven també el lloctinent civil, el cap del criminal i el cap de policia. El càrrec de prebost de París subsistir, però, fins a 1792.